# Comtat d'Hanau-Lichtenberg
El comtat d'Hanau-Lichtenberg fou una jurisdicció feudal d'Alsàcia originada en la senyoria de Lichtenberg (1200-1480) de la qual la capital era Bouxwiller, que va existir del 1480 al 1792 a l'actual departament francès del Baix Rin.

## Història
Ja ocupat en l'època romana, el lloc de Bouxwiller fou donat en feu als senyors de Lichtenberg des del començament de l'edat mitjana. D'aquesta època data l'expansió territorial de les seves possessions i el fet que Bouxwiller obtingués el rang de ciutat. Els senyors de Lichtenberg van fer construir el castell de Wasenbourg a la meitat del segle XIII. Els Lichtenberg van adquirir el 1332 al comte d'Alsàcia la regió de Grand-Arnsberg i els seus boscos que confrontaven amb el castell de Wasenbourg, i que havia de protegir aquestos nous béns. Per acte de venda del 3 de setembre de 1467, el comte Lluís V de Lichtenberg va adquirir la meitat sud del poble de Baerenthal amb el castell de Grand-Arnsberg.
El 1480, el domini senyorial de Lichtenberg va passar a la família senyorial dels Hanau esdevenint els Hanau-Lichtenberg, que van formar un verdader estat. La família d'Hanau-Lichtenberg va obtenir possessió del castell de Lichtenberg i el va fer transformar en una poderosa plaça forta per famosos arquitectes, dels quals destaca Daniel Specklin d'Estrasburg. No contents amb els treballs indispensables de fortificació, els Hanau-Lichtenberg es van entestar a incloure a la seva residència les sumptuoses decoracions pròpies del Renaixement. Finestres en oculus a la manera italiana, pilastres acanalades, frontons, roleus i cariàtides van adornar les imponents façanes de gres rosa. S'inicià llavors el període més pròsper de la ciutat de Bouxwiller, durant la qual fou construït un hospital el 1528; la reforma protestant fou introduïda el 1545 i l'escola llatina esdevingué col·legi el 1612. El territori de Philippsbourg que formava llavors part de la senyoria de Falkenstein, fou venut el 1564 als Hanau-Lichtenberg i el comte Felip IV va fer construir un castell (castell de Philippsbourg) el 1566. El 1606, el territori fou agrupat a la batllia de Lemberg, prop de Pirmasens. El 1569 els comtes d'Hanau-Lichtenberg van adquirir el conjunt del poble de Baerenthal. El poble de Schweyen, dins del feus dels Lichtenberg des del segle XIV, fou l'objecte de vives discussions entre els descendents d'aquesta família i el duc de Lorena als segles XV i XVI i no va ser fins al tractat de 1606 que fou entregat al ducat de Lorena. El 1606 foren implantades les fites que delimitaven la nova frontera entre el ducat de Lorena i el comtat d'Hanau-Lichtenberg, de resultes d'un compromís signat el 1601 pel duc de Lorena Carles III i el duc de Deux-Ponts o Zweibrucken pel traçat de les fronteres del comtat de Bitche.
L'octubre 1678, després de la Guerra dels Trenta Anys, la fortalesa de Lichtenberg va capitular després d'una setge de vuit dies. En endavant va quedar lligada al regne de França, si bé el comtat restà independent. Però els comtes abandonaren progressivament aquest domini per dedicar-se a les seves terres al Sacre Imperi Romanogermànic. Johann Reinhard III o Joan Ramon III d'Hanau-Lichtenberg va néixer el 31 de juliol de 1665 a Rheinbischofsheim, al Marcgraviat de Baden i es va casar el 20 d'agost de 1699 a Hanau amb Dorotea Fredérica de Brandeburg-Ansbach. El 2 de maig de 1700 va néixer a Bouxwiller, la seva filla única Carlota Cristina Madalena Joana d'Hanau-Lichtenberg (+ a Darmstadt l'1 de juliol de 1726) casada amb Ernest Lluís de Hessen-Darmstadt (en alemany Ernst Ludwig von Hessen-Darmstadt) landgravi de Hessen-Darmstadt de 1678 à 1739, i van tenir un fill, Lluís, que el 1736 a la mort del seu avi Joan Ramon III el va succeir a Hanau-Lichtenberg i el 1739 a la mort del seu pare, a Hessen-Darmstadt (Lluís VIII de Hessen-Darmstadt), quedant així formalment unit els dos estats.

## Llista dels senyors després dels comtes d'Hanau-Lichtenberg

### Comtes d'Hanau-Babenhausen
- Felip I 1451-1480
- Felip II 1480-1481 rebatejada Hanau-Lichtenberg en heretar la senyoria de Lichtenberg

### Senyors d'Hanau-Lichtenberg
- Felip II d'Hanau 1481-1504 (casat amb una neboda i hereva del darrer senyor de Lichtenberg; el comte de Deux-Ponts-Bitche es casa amb l'altra neboda i hereva i Hanau i Bitche es reparteixen la senyoria de Lichtenberg)
- Felip III 1504-1538
- Felip IV 1538-1590 (En 1570 a la mort del darrer comte de Deux-Ponts-Bitche Felip V va heretar l'altra meitat de la senyoria de Lichtenberg)

### Comtat d'Hanau-Lichtenberg i deDeux-Ponts-Bitche
- Felip V 1590-1599 (comte de Deux-Ponts-Bitche per matrimoni amb Lluïsa Margarita, filla única i hereva del darrer comte)
- Joan Ramon I 1599-1625
- Felip Wolfgang 1625-1641
- Frederic Casimir 1641-1685 a Hanau-Lichtemberg (hereta Munzberg 1642)
- Joan Ramon II 1641-1666 a Hanau-Bischofshaim
- Joan Felip 1641-1669 a Hanau-Aschaffenburg
- Felip Ramon (prìncep de l'imperi 1636) 1685-1712
- Joan Ramon III 1712-1736
- Lluís (VIII) de Hesse-Darmstadt 1736-1768
- Hereta (1737) Hanau-Lichtenberg; Aschaffenburg passa a Magúncia i Munzenberg a Hesse-Kassel

## Les batllies del comtat el 1789
El 1789, el comtat d'Hanau-Lichtenberg pertanyia al landgravi de Hesse-Darmstadt. Estava compost de 10 batllies.
- batllia de Westhoffen: Allenwiller, Balbronn, Hengwiller, Haberacker, Reinhardsmunster, Traenheim (en part), Westhoffen i Wolschheim.

- batllia de Wolfisheim: Hangenbieten i Wolfisheim.

- batllia de Brumath: Bietlenheim, Brumath, Eckwersheim, Geudertheim (en part), Gries, Hoerdt, Krautwiller, Kurtzenhausen, Mittelhausen, Waltenheim i Weitbruch.

- batllia de Kutzenhausen: Feldbach, Hoelschloch, Lobsann (per a meitat), Mattstall, Merkwiller, Niederkuntzenhausen i Oberkutzenhausen.

- prebostat d'Offendorf: Drusenheim, Herrlisheim, Oberhoffen, Offendorf i Rohrwiller.

- batllia de Bouxwiller: Bosselshausen, Bouxwiller, Durningen, Duntzenheim, Ernolsheim, Geiswiller, Gimbrett, Gottesheim, Griesbach, Hattmatt, Hohatzenheim, Hohfrankenheim, Imbsheim, Issenhausen, Kirrwiller, Melsheim, Menchhoffen, Niedersoultzbach, Printzheim o Breunsheim, Reitwiller, Riedheim, Ringendorf, Uttwiller, Wickersheim, Wilshausen, Willgottheim i Zœbersdorf.

- batllia d'Ingwiller: Boxmuhle, Fuchsthal, Fullengarten, Ingenheim, Ingwiller, Kindsbrunnen, Lichtenberg, Mellich, Mietesheim, Neuwiller-lès-saverne, Obersoultzbach, Reipertswiller, Schillersdorf, Schussersthal, Seelhoff, Wimmenau i Zell-im-Thal.

- batllia de Pfaffenhoffen: Alteckendorf, Bischholtz, Engwiller, Niedermodern, Oberaltorf, Obermodern, Offwiller, Pfaffenhoffen, Schalkendorf i Schwindratzheim.

- batllia de Woerth: Dieffenthal, Eberbach, Goersdorf, Griesbach (per a un terç), Lampertsloch, Lindel, Mitschdorf, Morsbronn, Niedersteinbach, Obersteinbach, Oberdorf, Pfaffenbronn (cense), Preuschdorf, Spachbach, Wengelsbach (cense) i Woerth.

- batllia d'Hatten: Buhl, Hatten, Kuhlendorf, Leiterswiller, Niederbetschdorf, Oberbetschdorf, Reimerswiller, Rittershoffen i Schwabwiller.